# Микитюк Петро Іванович
Микитюк Петро Іванович (нар. 4 липня 1960, Львів, УРСР) — український актор театру та кіно. Заслужений артист України (2019)

## Життєпис
Народився у Львові.

### Навчання
Закінчив СШ № 51 у 1977 році. У 1979 році закінчив Львівське культурно-освітнє училище, курс режисер культурно-масових заходів. У 2004 році закінчив Львівський національний університет ім. Івана Франка, історичний факультет.
З дитинства займався народними танцями (Народний ансамбль «Весна»). З 1977 року брав участь в театральній самодіяльності Львова (театр «Пошук», театр «Гаудеамус»). З 1986 року працює на професійній сцені — Львівський театр ім. М.Горького(1986—1988 рр.), Львівський академічний театр імені Леся Курбаса(1989—1995 рр.), Львівський академічний духовний театр «Воскресіння»(з 1995 року, в якому працює до сьогоднішнього часу).

## Фільмографія

### Кіно
| Рік  | Назва                           | Режисер    | Роль       | Дж.   |
| ---- | ------------------------------- | ---------- | ---------- | ----- |
| 1989 | Поза межами болю                | Я.Лупій    | Пшилуський |       |
| 2018 | Таємний щоденник Симона Петлюри | О.Янчук    | Свідок     |       |
| 2018 | «Шляхетні волоцюги»             | О.Березань | Антиквар   |       |
| 2020 | Наші котики                     | В.Тихий    | Професор   | [ 2 ] |
| 2021 | Я, Побєда і Берлін              | О. Ряшина  | Художник   |       |